# 小行星6696
小行星6696（6696 Eubanks）是一颗绕太阳运转的小行星，为主小行星带小行星。该小行星于1986年9月1日发现。

## 轨道参数
小行星6696的轨道半长轴为2.6757348 UA，离心率为0.194。